# Argentina (zangeres)
Argentina, artiestennaam van María López Tristanco (Huelva, 1984), is een Spaans flamencozangeres.

## Biografie
Argentina (Spaans voor Zilverschoon) zingt sinds ze kind was. Met twaalf jaar werden haar mogelijkheden duidelijk tijdens concoursen die overal in de omgeving werden gehouden. Eén jaar later, vastbesloten haar vorming een goede basis te geven, ging ze naar de Escuela Sevillana de la Fundación Cristina Heeren - de Sevilliaanse Flamencoschool - waar ze onderwezen werd door cante (flamencozang) maestro José de la Tomasa.
In 2006 nam ze haar eerste live-cd Argentina op, geproduceerd door de Jerezaanse gitarist José Quevedo Bolito met begeleiding van Juan Diego, Diego de Morao en Manuel Parilla.

## Discografie
- Argentina (2006)